# Jonathan Erlich
Jonathan Dario (Yoni) Erlich (Hebreeuws:יונתן דאריו "יוני" ארליך) (Buenos Aires, 5 april 1977) is een Israëlische professionele tennisser.
Erlich speelt sinds 1996 proftennis. 
Yoni heeft in het dubbelspel inmiddels 43 finales bereikt, waarvan hij er 22 heeft gewonnen. De meeste van deze titels heeft hij met zijn vaste tennispartner Andy Ram behaald, wat hun de bijnaam AndiYoni heeft opgeleverd.
Zijn grootste overwinning behaalde hij in de finale van het Australian Open 2008. Samen met Andy Ram versloegen zij de als zevende geplaatste Fransen Arnaud Clément en Michaël Llodra met 7-5, 7-6(4).
De hoogste positie op de wereldranglijst van het dubbelspel behaalde hij op 5 juli 2008, als de nummer 5 van de wereld.

## Palmares
| Legenda                       | Legenda               |
| ----------------------------- | --------------------- |
| Grand Slam                    |                       |
| Olympische Spelen             |                       |
| tot 2009                      | vanaf 2009            |
| Tennis Masters Cup            | ATP Finals            |
| ATP Masters Series            | ATP Tour Masters 1000 |
| ATP International Series Gold | ATP Tour 500          |
| ATP International Series      | ATP Tour 250          |

### Dubbelspel
| Nr.                          | Datum             | Toernooi          | Ondergrond    | Partner              | Tegenstanders in finale                   | Score               |         |
| ---------------------------- | ----------------- | ----------------- | ------------- | -------------------- | ----------------------------------------- | ------------------- | ------- |
| gewonnen finales             |                   |                   |               |                      |                                           |                     |         |
| 1.                           | 10 juli 2000      | ATP Newport       | Gras          | Harel Levy           | Kyle Spencer Mitch Sprengelmeyer          | 7-6(2), 7-5         | details |
| 2.                           | 29 september 2003 | ATP Bangkok       | Hardcourt (i) | Andy Ram             | Jarkko Nieminen Andrew Kratzmann          | 6-3, 7-6(4)         | details |
| 3.                           | 12 oktober 2003   | ATP Lyon          | Tapijt (i)    | Andy Ram             | Nicolas Mahut Julien Benneteau            | 6-1, 6-3            | details |
| 4.                           | 11 oktober 2004   | ATP Lyon          | Tapijt (i)    | Andy Ram             | Radek Štěpánek Jonas Björkman             | 7-6(2), 6-2         | details |
| 5.                           | 20 februari 2005  | ATP Rotterdam     | Hardcourt (i) | Andy Ram             | Cyril Suk Pavel Vízner                    | 6-4, 4-6, 6-3       | details |
| 6.                           | 19 juli 2005      | ATP Nottingham    | Gras          | Andy Ram             | Simon Aspelin Todd Perry                  | 4-6, 6-3, 7-5       | details |
| 7.                           | 9 januari 2006    | ATP Adelaide      | Hardcourt     | Andy Ram             | Paul Hanley Kevin Ullyett                 | 7-6(4), 7-6(10)     | details |
| 8.                           | 19 juni 2006      | ATP Nottingham    | Gras          | Andy Ram             | Igor Koenitsyn Dmitri Toersoenov          | 6-3, 6-3            | details |
| 9.                           | 27 augustus 2006  | ATP New Haven     | Hardcourt     | Andy Ram             | Mariusz Fyrstenberg Marcin Matkowski      | 6-3, 6-3            | details |
| 10.                          | 1 oktober 2006    | ATP Bangkok       | Hardcourt (i) | Andy Ram             | Andy Murray Jamie Murray                  | 6-2, 2-6, [10-4]    | details |
| 11.                          | 19 augustus 2007  | ATP Cincinnati    | Hardcourt     | Andy Ram             | Bob Bryan Mike Bryan                      | 4-6, 6-3, [13-11]   | details |
| 12.                          | 25 januari 2008   | Australian Open   | Hardcourt     | Andy Ram             | Arnaud Clément Michaël Llodra             | 7-5, 7-6(4)         | details |
| 13.                          | 21 maart 2008     | ATP Indian Wells  | Hardcourt     | Andy Ram             | Daniel Nestor Nenad Zimonjić              | 6-4, 6-4            | details |
| 14.                          | 13 juni 2010      | ATP Londen        | Gras          | Novak Đoković        | Karol Beck David Škoch                    | 6-7(6), 6-2, [10-3] | details |
| 15.                          | 18 juni 2011      | ATP Eastbourne    | Gras          | Andy Ram             | Grigor Dimitrov Andreas Seppi             | 6-3, 6-3            | details |
| 16.                          | 27 augustus 2011  | ATP Winston-Salem | Hardcourt     | Andy Ram             | Christopher Kas Alexander Peya            | 7-6(2), 6-4         | details |
| 17.                          | 5 mei 2012        | ATP Belgrado      | Gravel        | Andy Ram             | Martin Emmrich Andreas Siljeström         | 4-6, 6-2, [10-6]    | details |
| 18.                          | 4 oktober 2015    | ATP Shenzhen      | Hardcourt     | Colin Fleming        | Chris Guccione Andre Sa                   | 6-1, 6-7(3), [10-6] | details |
| 19.                          | 1 oktober 2017    | ATP Chengdu       | Hardcourt     | Aisam-ul-Haq Qureshi | Marcus Daniell Marcelo Demoliner          | 6-3, 7-6(3)         | details |
| 20.                          | 21 juli 2018      | ATP Newport       | Gras          | Artem Sitak          | Marcelo Arévalo Miguel Ángel Reyes-Varela | 6-1, 6-2            | details |
| 21.                          | 29 juni 2019      | ATP Antalya       | Gras          | Artem Sitak          | Ivan Dodig Filip Polášek                  | 6-3, 6-4            | details |
| 22.                          | 29 mei 2021       | ATP Belgrado 2    | Gravel        | Andrei Vasilevski    | André Göransson Rafael Matos              | 6-4, 6-1            | details |
| verloren finales             |                   |                   |               |                      |                                           |                     |         |
| 1.                           | 5 januari 2004    | ATP Chennai       | Hardcourt     | Andy Ram             | Rafael Nadal Tommy Robredo                | 6-7(3), 6-4, 3-6    | details |
| 2.                           | 23 februari 2004  | ATP Rotterdam     | Hardcourt (i) | Andy Ram             | Paul Hanley Radek Štěpánek                | 7-5, 6-7(5), 5-7    | details |
| 3.                           | 31 juli 2005      | ATP Los Angeles   | Hardcourt     | Andy Ram             | Rick Leach Brian MacPhie                  | 3-6, 4-6            | details |
| 4.                           | 14 augustus 2005  | ATP Montréal      | Hardcourt     | Andy Ram             | Wayne Black Kevin Ullyett                 | 7-6(5), 3-6, 0-6    | details |
| 5.                           | 3 oktober 2005    | ATP Bangkok       | Hardcourt (i) | Andy Ram             | Paul Hanley Leander Paes                  | 6-7(5), 1-6, 2-6    | details |
| 6.                           | 16 oktober 2005   | ATP Wenen         | Hardcourt (i) | Andy Ram             | Mark Knowles Daniel Nestor                | 3-5, 4-5(2)         | details |
| 7.                           | 26 februari 2006  | ATP Rotterdam     | Hardcourt (i) | Andy Ram             | Paul Hanley Kevin Ullyett                 | 6-7(4), 6-7(2)      | details |
| 8.                           | 14 mei 2006       | ATP Rome          | Gravel        | Andy Ram             | Mark Knowles Daniel Nestor                | 4-6, 7-5, [11-13]   | details |
| 9.                           | 5 maart 2007      | ATP Las Vegas     | Hardcourt     | Andy Ram             | Bob Bryan Mike Bryan                      | 6-7(6), 2-6         | details |
| 10.                          | 17 maart 2007     | ATP Indian Wells  | Hardcourt     | Andy Ram             | Martin Damm Leander Paes                  | 4-6, 4-6            | details |
| 11.                          | 5 augustus 2007   | ATP Washington    | Hard          | Andy Ram             | Bob Bryan Mike Bryan                      | 6-7(5), 6-3, [7-10] | details |
| 12.                          | 3 augustus 2008   | ATP Cincinnati    | Hardcourt     | Andy Ram             | Bob Bryan Mike Bryan                      | 6-4, 6-7(2), [7-10] | details |
| 13.                          | 27 september 2010 | ATP Bangkok       | Hardcourt     | Jürgen Melzer        | Christopher Kas Viktor Troicki            | 4-6, 4-6            | details |
| 14.                          | 2 januari 2012    | ATP Chennai       | Hardcourt     | Andy Ram             | Leander Paes Janko Tipsarević             | 4-6, 4-6            | details |
| 15.                          | 16 juni 2013      | ATP Halle         | Gras          | Daniele Bracciali    | Santiago González Scott Lipsky            | 2-6, 6-7(3)         | details |
| 16.                          | 13 juli 2014      | ATP Newport       | Gras          | Rajeev Ram           | Chris Guccione Lleyton Hewitt             | 5-7, 4-6            | details |
| 17.                          | 21 februari 2016  | ATP Marseille     | Hardcourt (i) | Colin Fleming        | Mate Pavić Michael Venus                  | 2-6, 3-6            | details |
| 18.                          | 29 september 2019 | ATP Chengdu       | Hardcourt     | Fabrice Martin       | Nikola Čačić Dušan Lajović                | 6-7(3), 6-3, [3-10] | details |
| 19.                          | 9 februari 2020   | ATP Pune          | Hardcourt     | Andrei Vasilevski    | Christopher Rungkat André Göransson       | 2-6, 6-3, [8-10]    | details |
| 20.                          | 28 februari 2021  | ATP Montpellier   | Hardcourt (i) | Andrei Vasilevski    | Henri Kontinen Édouard Roger-Vasselin     | 2-6, 5-7            | details |
| 21.                          | 26 september 2021 | ATP Nur-Sultan    | Hardcourt (i) | Andrei Vasilevski    | Santiago González Andrés Molteni          | 1-6, 2-6            | Details |
| gewonnen finales challengers |                   |                   |               |                      |                                           |                     |         |
| 1.                           | 14 mei 2000       | Fergana           | Hardcourt     | Lior Mor             | Daniel Melo Alexandre Simoni              | 6-4, 6-0            |         |
| 2.                           | 18 juni 2000      | Denvor            | Hardcourt     | Lior Mor             | Noam Behr Andy Ram                        | 6-4, 5-7, 6-2       |         |
| 3.                           | 13 mei 2001       | Jeruzalem         | Hardcourt     | Michaël Llodra       | Noam Behr Noam Okun                       | 7-5, 4-6, 7-6(2)    |         |
| 4.                           | 23 september 2001 | Istanboel         | Hardcourt     | Michaël Llodra       | Sander Groen Michael Kohlmann             | walk-over           |         |
| 5.                           | 7 oktober 2001    | Grenoble          | Hardcourt (i) | Andy Ram             | Paul Rosner Glenn Welner                  | 6-4, 3-6, 7-6(4)    |         |
| 6.                           | 25 november 2001  | Puebla            | Hardcourt     | Andy Ram             | Marco Chiudinelli Tuomas Ketola           | 6-4, 6-7(5), 6-1    |         |
| 7.                           | 2 december 2001   | Costa Rica        | Hardcourt     | Andy Ram             | Daniel Melo Dusan Vernic                  | 6-3, 6-3            |         |
| 7.                           | 3 maart 2002      | Cherbourg         | Hardcourt (i) | Noam Behr            | Jeremy Benneteau Lionel Roux              | walk-over           |         |
| 8.                           | 3 november 2002   | Réunion           | Hardcourt     | Federico Browne      | Marco Chiudinelli Jaroslav Levinský       | 6-1, 4-6, 6-3       |         |
| 9.                           | 9 maart 2003      | Besançon          | Hardcourt (i) | Julian Knowle        | Richard Gasquet Nicolas Mahut             | 6-3, 6-4            |         |
| 10.                          | 27 juli 2003      | Lexington         | Hardcourt     | Takao Suzuki         | Matias Boeker Travis Parrott              | 6-4, 6-1            |         |
| 11.                          | 10 augustus 2003  | Binghamton        | Hardcourt     | Andy Ram             | Stephen Huss Myles Wakefield              | 6-4, 6-3            |         |
| 12.                          | 7 september 2003  | Istanboel         | Hardcourt     | Andy Ram             | Amir Hadad Harel Levy                     | 7-6(5), 7-6(6)      |         |
| 13.                          | 9 november 2003   | Bratislava        | Hardcourt (i) | Harel Levy           | Mario Ančić Martin Garcia                 | 7-6(7), 6-3         |         |
| 14.                          | 16 november 2003  | Dnipropetrovsk    | Hardcourt (i) | Harel Levy           | Simon Aspelin Johan Landsberg             | 6-4, 6-3            |         |
| 15.                          | 13 juli 2008      | Ramat Hasjaron    | Hardcourt     | Andy Ram             | Sergej Boebka Michail Jelgin              | 6-3, 7-6(3)         |         |
| 16.                          | 17 mei 2009       | Izmir             | Hardcourt     | Harel Levy           | Prakash Amritraj Rajeev Ram               | 6-3, 6-3            |         |
| 17.                          | 9 mei 2010        | Ramat Hasjaron    | Hardcourt     | Andy Ram             | Alexander Peya Simon Stadtler             | 6-4, 6-3            |         |
| 18.                          | 4 augustus 2013   | Vancouver         | Hardcourt     | Andy Ram             | James Cerretani Adil Shamasdin            | 6-1, 6-4            |         |
| 19.                          | 11 augustus 2013  | Aptos             | Hardcourt     | Andy Ram             | Chris Guccione Matt Reid                  | 6-1, 6-4            |         |
| 20.                          | 13 augustus 2017  | Aptos             | Hardcourt     | Neal Skupski         | Alex Bolt Jordan Thompson                 | 6-3, 2-6, [10-8]    |         |
| 21.                          | 13 januari 2018   | Canberra          | Hardcourt     | Divij Sharan         | Hans Podlipnik Castillo Andrei Vasilevski | 7-6, 6-2            |         |
| 22.                          | 31 maart 2019     | Saint-Brieuc      | Hardcourt (I) | Fabrice Martin       | Jonathan Eysseric Antonio Šančić          | 7-6, 7-6            |         |
| 23.                          | 14 april 2019     | Taiwan Santaizi   | Tapijt (i)    | N. Sriram Balaji     | Sander Arends Tristan-Samuel Weissborn    | 6-3, 6-2            |         |
| 24.                          | 17 november 2019  | Houston           | Hardcourt     | Santiago González    | Ariel Behar Gonzalo Escobar               | 6-3, 7-6            |         |

## Resultaten grandslamtoernooien
| Legenda | Legenda                          |
| ------- | -------------------------------- |
| g.t.    | geen toernooi gehouden           |
| l.c.    | lagere categorie                 |
| –       | niet deelgenomen                 |
| G       | uitgeschakeld in de groepsfase   |
| 1R      | uitgeschakeld in de eerste ronde |
| 2R      | uitgeschakeld in de tweede ronde |
| 3R      | uitgeschakeld in de derde ronde  |
| 4R      | uitgeschakeld in de vierde ronde |
| KF      | uitgeschakeld in de kwartfinale  |
| HF      | uitgeschakeld in de halve finale |
| F       | de finale verloren               |
| W       | het toernooi gewonnen            |
| w-v     | winst/verlies-balans             |

### Enkelspel
Erlich speelde nog nooit in het enkelspel op een grandslamtoernooi.

### Mannendubbelspel
| Grandslamtoernooien  |      |      |      |      |      |      |      |      |      |      |      |      |      |      |      |      |      |      |      |      |      |      |
| Australian Open      | –    | 1R   | 1R   | –    | 2R   | 3R   | 2R   | 3R   | W    | –    | KF   | 2R   | 1R   | 3R   | 1R   | 3R   | 1R   | 1R   | 1R   | –    | –    | –    |
| Roland Garros        | –    | –    | 1R   | –    | 3R   | –    | 2R   | 3R   | 3R   | 1R   | 2R   | 1R   | 2R   | 2R   | 3R   | –    | 2R   | 2R   | –    | –    | –    | 2R   |
| Wimbledon            | –    | 2R   | 1R   | HF   | 1R   | 3R   | 3R   | 2R   | KF   | 1R   | 1R   | 1R   | 2R   | 1R   | 1R   | HF   | 1R   | 1R   | 3R   | 1R   | g.t. | 1R   |
| US Open              | 1R   | –    | –    | 1R   | 1R   | KF   | 3R   | 3R   | 2R   | 1R   | 2R   | 2R   | 2R   | 2R   | –    | 1R   | 2R   | –    | 1R   | –    | –    |      |
| ATP Finals           |      |      |      |      |      |      |      |      |      |      |      |      |      |      |      |      |      |      |      |      |      |      |
| ATP Finals           | –    | –    | –    | –    | –    | –    | G    | G    | –    | –    | –    | –    | –    | –    | –    | –    | –    | –    | –    | –    | –    |      |
| ATP Masters 1000     |      |      |      |      |      |      |      |      |      |      |      |      |      |      |      |      |      |      |      |      |      |      |
| Indian Wells         | –    | –    | –    | –    | 2R   | 2R   | 1R   | F    | W    | –    | –    | 2R   | –    | 1R   | 2R   | –    | –    | –    | –    | –    | g.t. |      |
| Miami                | –    | –    | –    | –    | 2R   | KF   | HF   | 1R   | 1R   | –    | –    | KF   | –    | –    | –    | –    | –    | –    | –    | –    | g.t. | –    |
| Monte Carlo          | –    | –    | –    | –    | 2R   | –    | 2R   | 2R   | KF   | –    | –    | –    | –    | –    | –    | –    | –    | –    | –    | –    | g.t. | –    |
| Madrid               | l.c. | l.c. | –    | –    | 1R   | 1R   | KF   | 1R   | –    | –    | –    | –    | –    | –    | 1R   | –    | –    | –    | –    | –    | g.t. | –    |
| Rome                 | –    | –    | –    | –    | 1R   | 1R   | F    | 2R   | 2R   | –    | –    | –    | –    | –    | –    | –    | –    | –    | –    | –    | 1R   | –    |
| Hamburg              | –    | –    | –    | –    | 1R   | 1R   | KF   | HF   | 2R   | l.c. | l.c. | l.c. | l.c. | l.c. | l.c. | l.c. | l.c. | l.c. | l.c. | l.c. | l.c. | l.c. |
| Montréal/Toronto     | –    | –    | –    | –    | KF   | F    | 2R   | HF   | 2R   | –    | –    | –    | –    | –    | –    | –    | –    | –    | –    | –    | g.t. |      |
| Cincinnati           | –    | –    | –    | –    | KF   | 1R   | HF   | W    | F    | 1R   | –    | –    | –    | –    | –    | –    | –    | –    | –    | –    | –    |      |
| Shanghai             | l.c. | l.c. | l.c. | l.c. | l.c. | l.c. | l.c. | l.c. | l.c. | –    | 2R   | –    | –    | –    | –    | –    | –    | –    | –    | –    | g.t. |      |
| Parijs               | –    | –    | –    | –    | –    | KF   | 1R   | 1R   | –    | 1R   | 2R   | –    | –    | –    | –    | –    | –    | –    | –    | –    | –    |      |
| Olympische Spelen    |      |      |      |      |      |      |      |      |      |      |      |      |      |      |      |      |      |      |      |      |      |      |
| Olympische Spelen    | –    | g.t. | g.t. | g.t. | KF   | g.t. | g.t. | g.t. | 1R   | g.t. | g.t. | g.t. | KF   | g.t. | g.t. | g.t. | –    | g.t. | g.t. | g.t. | g.t. |      |
| Statistieken         |      |      |      |      |      |      |      |      |      |      |      |      |      |      |      |      |      |      |      |      |      |      |
| Totaal aantal titels | 1    | 0    | 0    | 2    | 1    | 2    | 4    | 1    | 2    | 0    | 1    | 2    | 1    | 0    | 0    | 1    | 0    | 1    | 1    | 1    | 0    | 1    |
| Eindejaarsranking    | 110  | 107  | 119  | 33   | 28   | 15   | 13   | 18   | 11   | 191  | 45   | 50   | 49   | 62   | 87   | 49   | 51   | 78   | 101  | 73   | 70   |      |